# Benedetta Tagliabue
Benedetta Tagliabue (Milaan, 24 juni 1963) is een Italiaanse architecte. Ze woont en werkt in Barcelona.

## Biografie
Benedetta Tagliabue studeerde af als architecte aan de Università Iuav di Venezia in 1989. Samen met haar echtgenoot, Enric Miralles (1955-2000), startte ze een architectenbureau in Barcelona, Miralles Tagliabue EMBT Architects. Na de vroegtijdige dood van haar man zette ze de praktijk alleen voort, aanvankelijk onder dezelfde naam, later als Benedetta Tagliabue – EMBT Architects.
Daarnaast heeft ze een lesopdracht aan de Escola Tècnica Superior d'Arquitectura de Barcelona (ETSAB).

## Werk (selectie)
- 2000: Stadhuis van Utrecht, uitbreiding[2]
- 2001: Parc dels Colors, Mollet del Vallès
- 2002: Park Diagonal Mar, Barcelona
- 2004: Scottish Parliament Building, Edinburgh
- 2005: Mercat de Santa Caterina, restauratie en uitbreiding in Barcelona
- 2005: Torre Mare Nostrum, nieuwbouw hoofdkwartier Naturgy, Barcelona

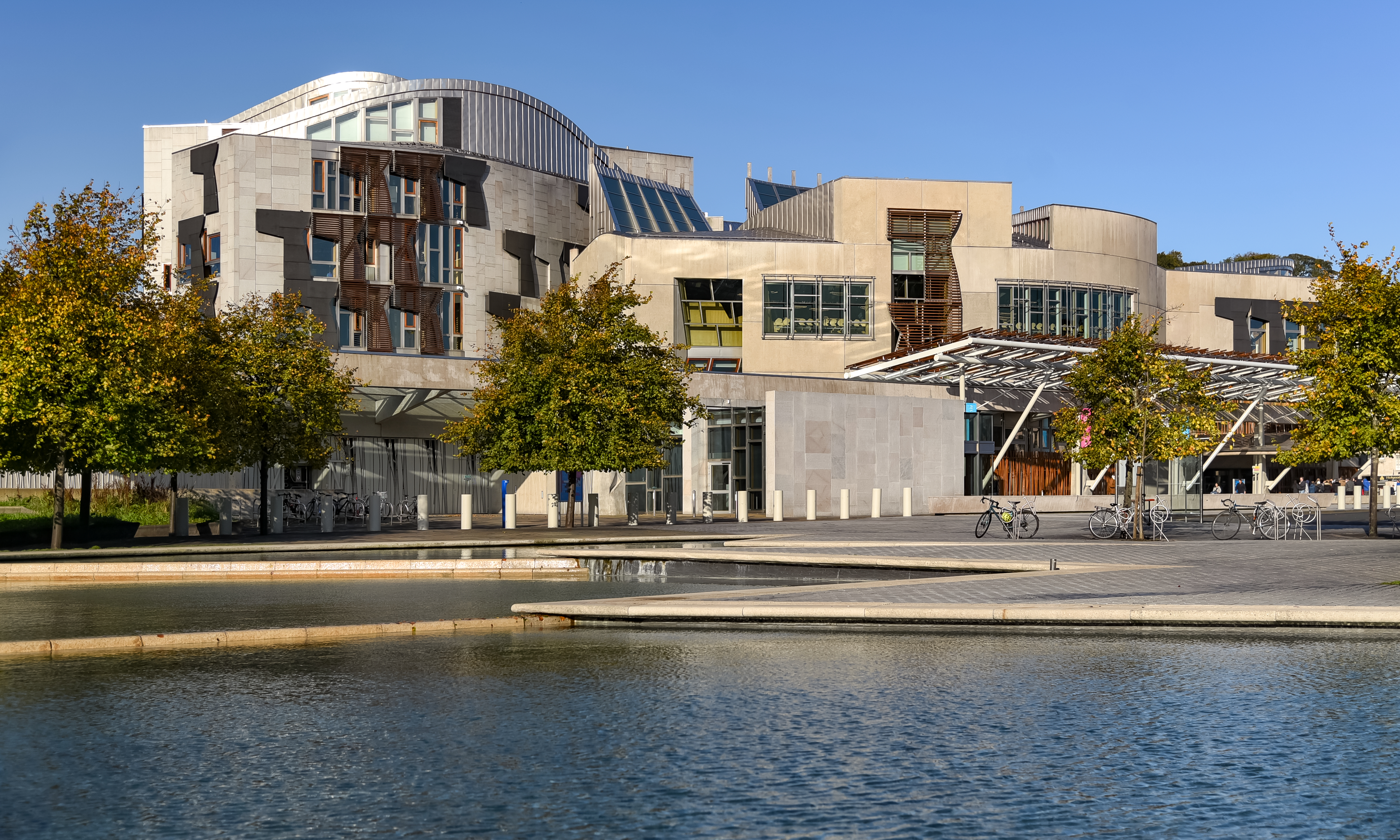
Scottish Parliament Building
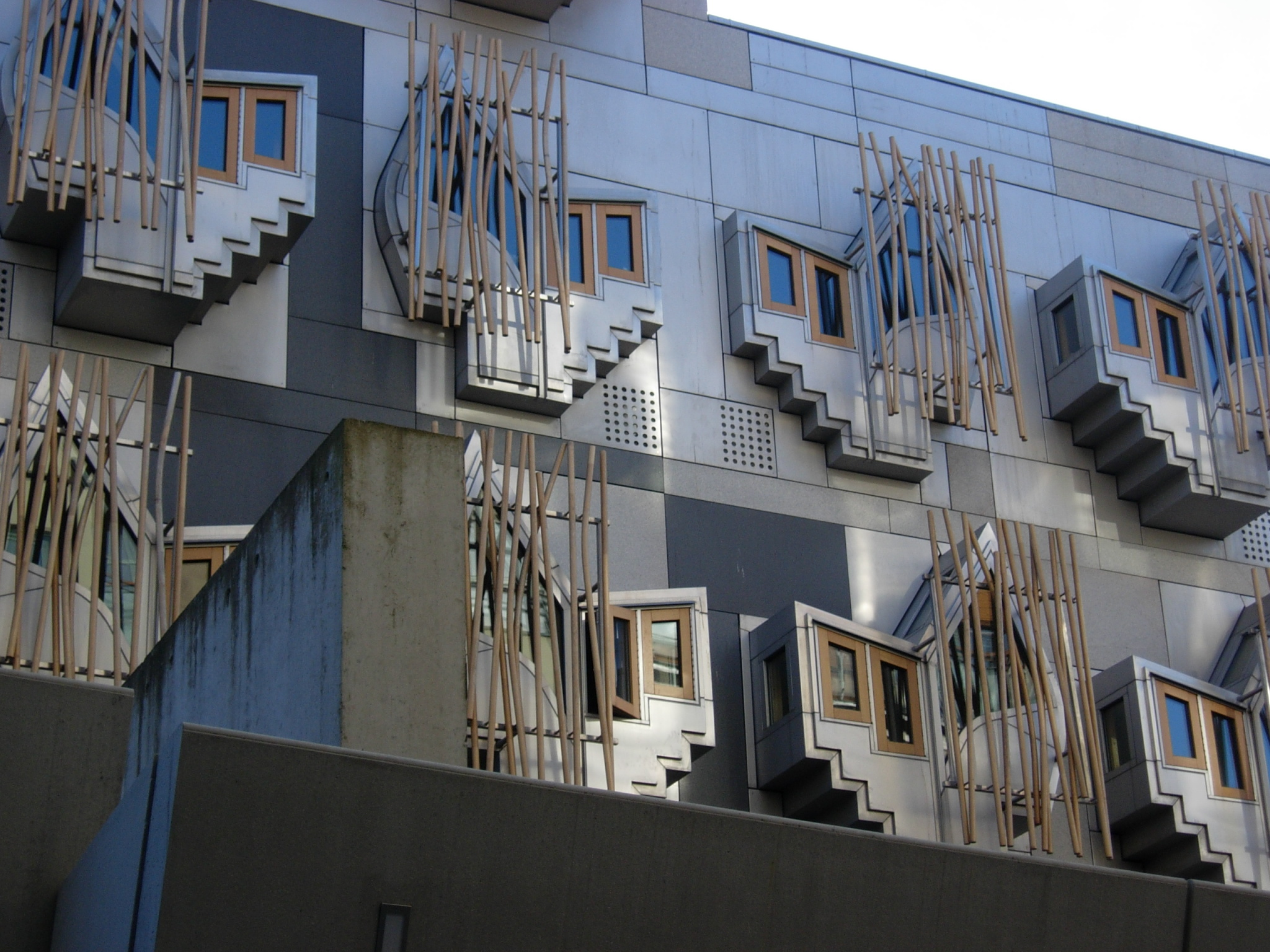
Schots parlement, close-up
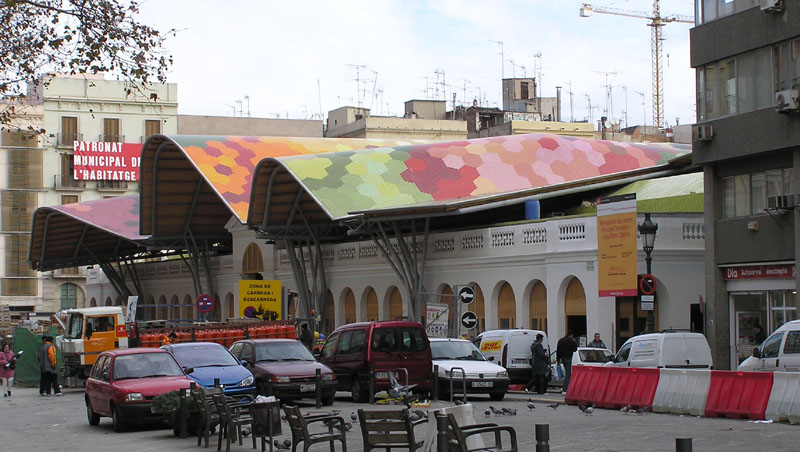
Mercat Santa Caterina
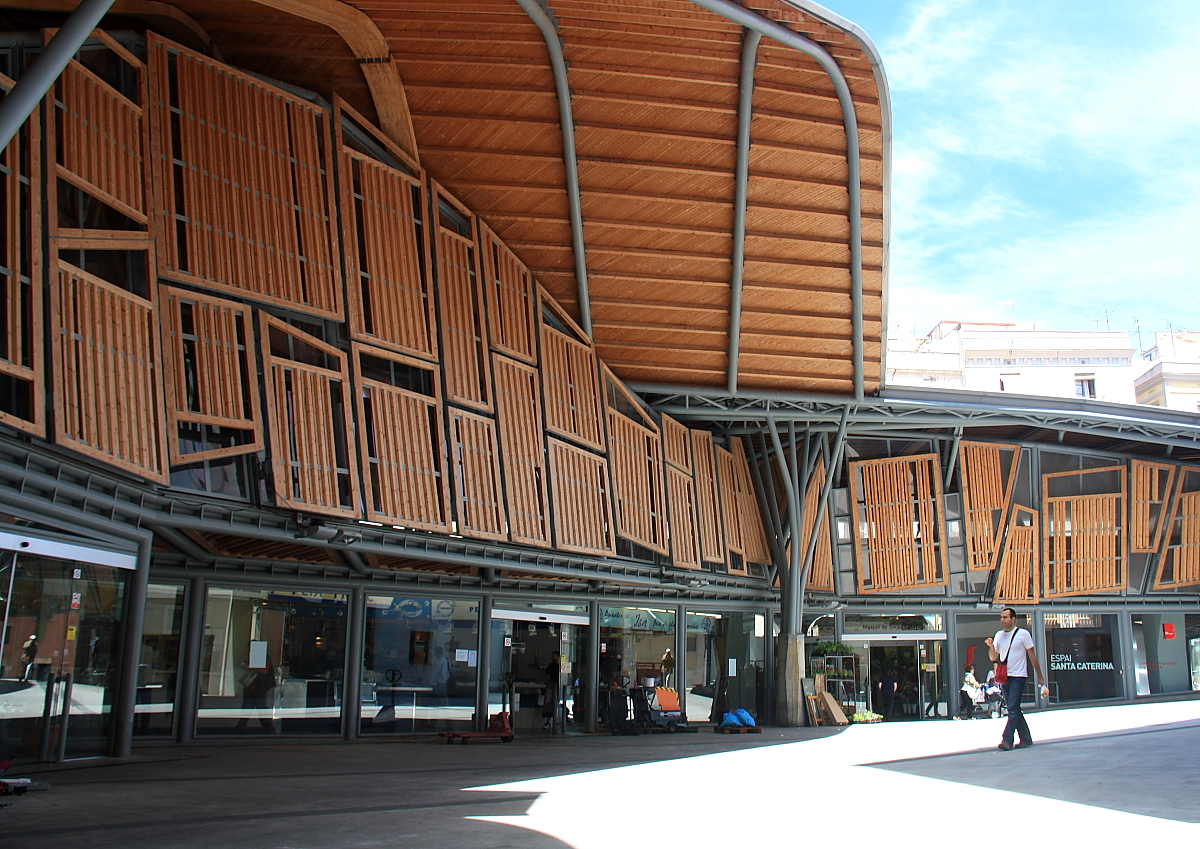
Mercat Santa Cateria
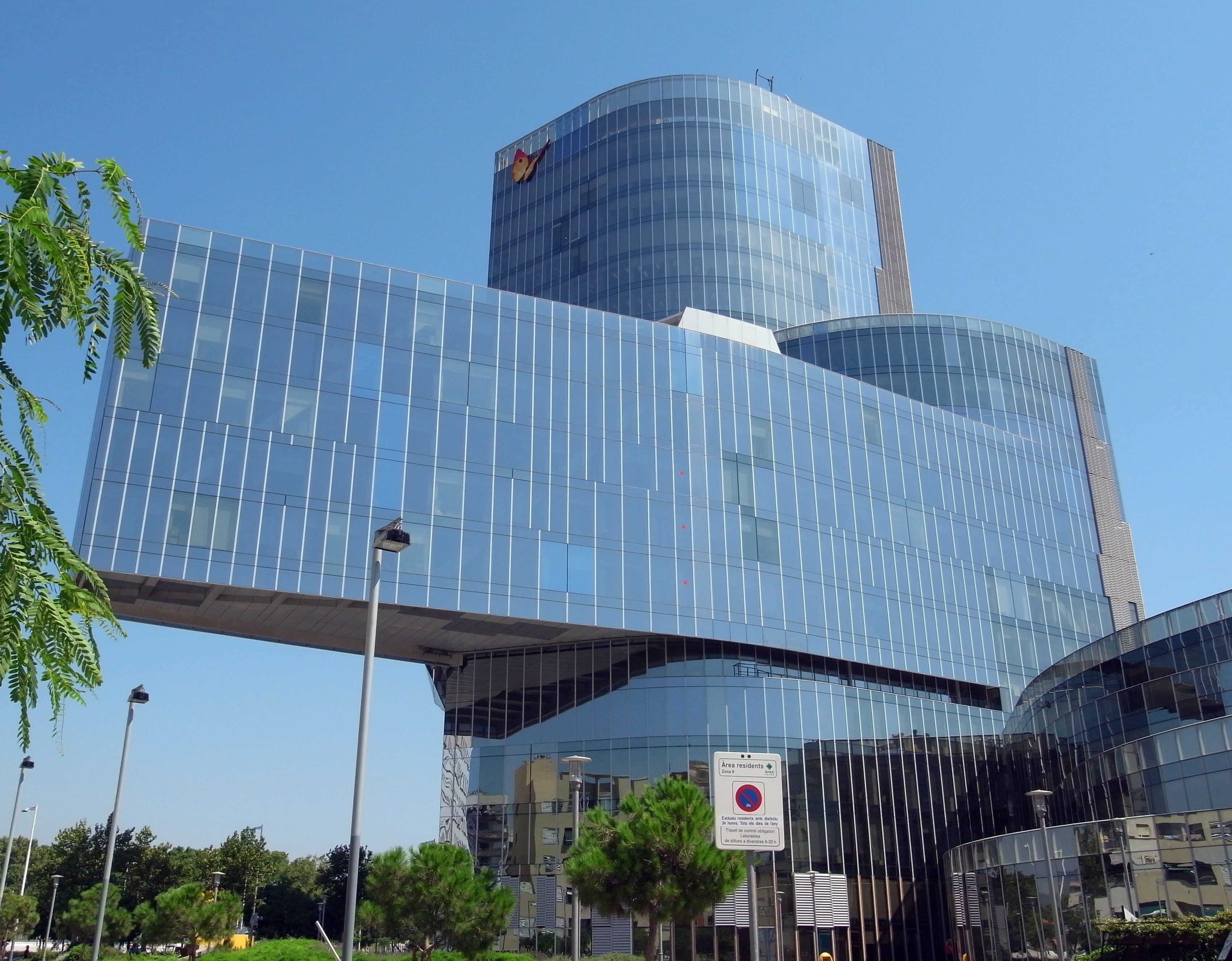
Torre Mare Nostrum
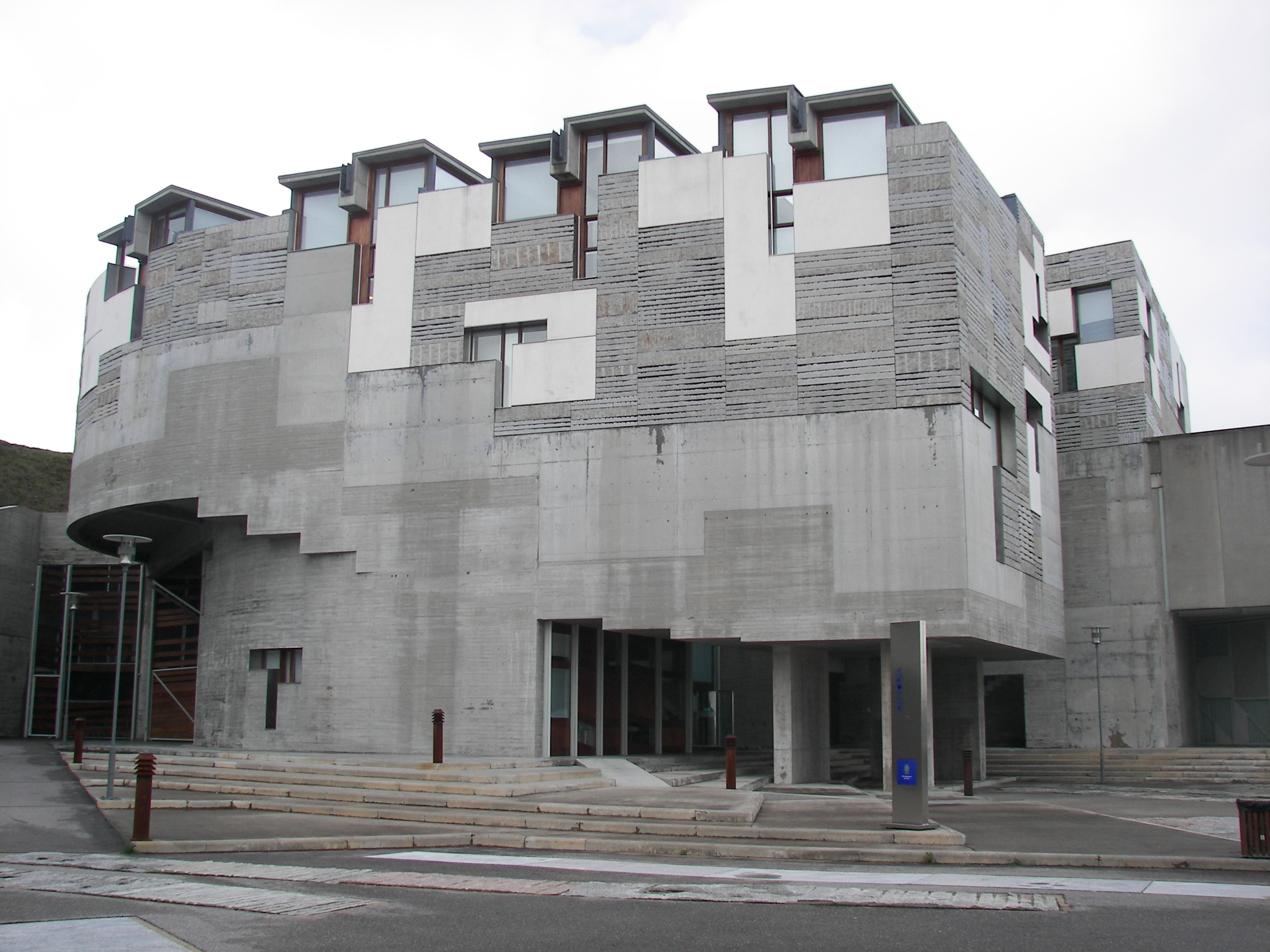
Universiteitsgebouw Vigo
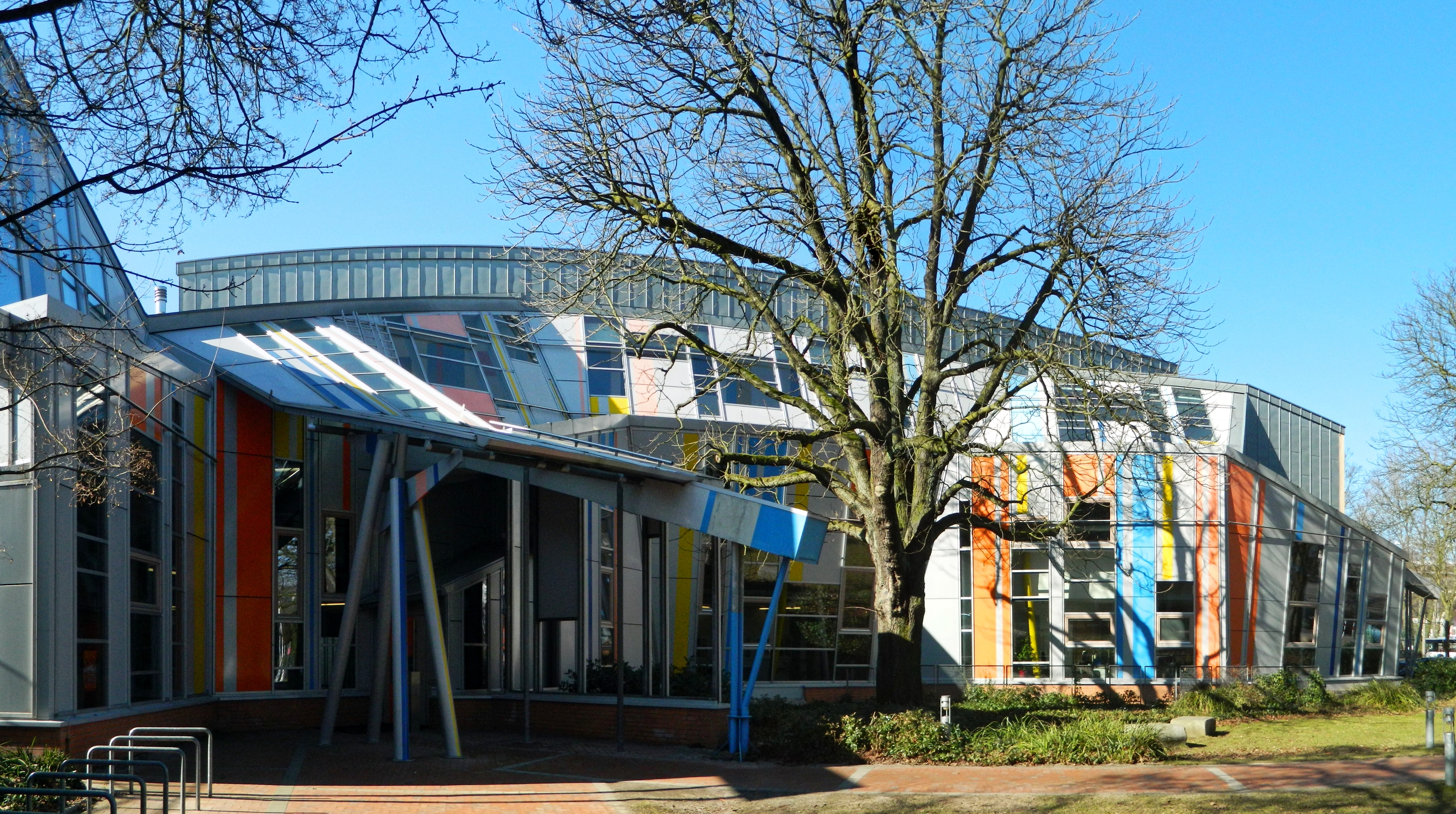
Michael Otto Haus
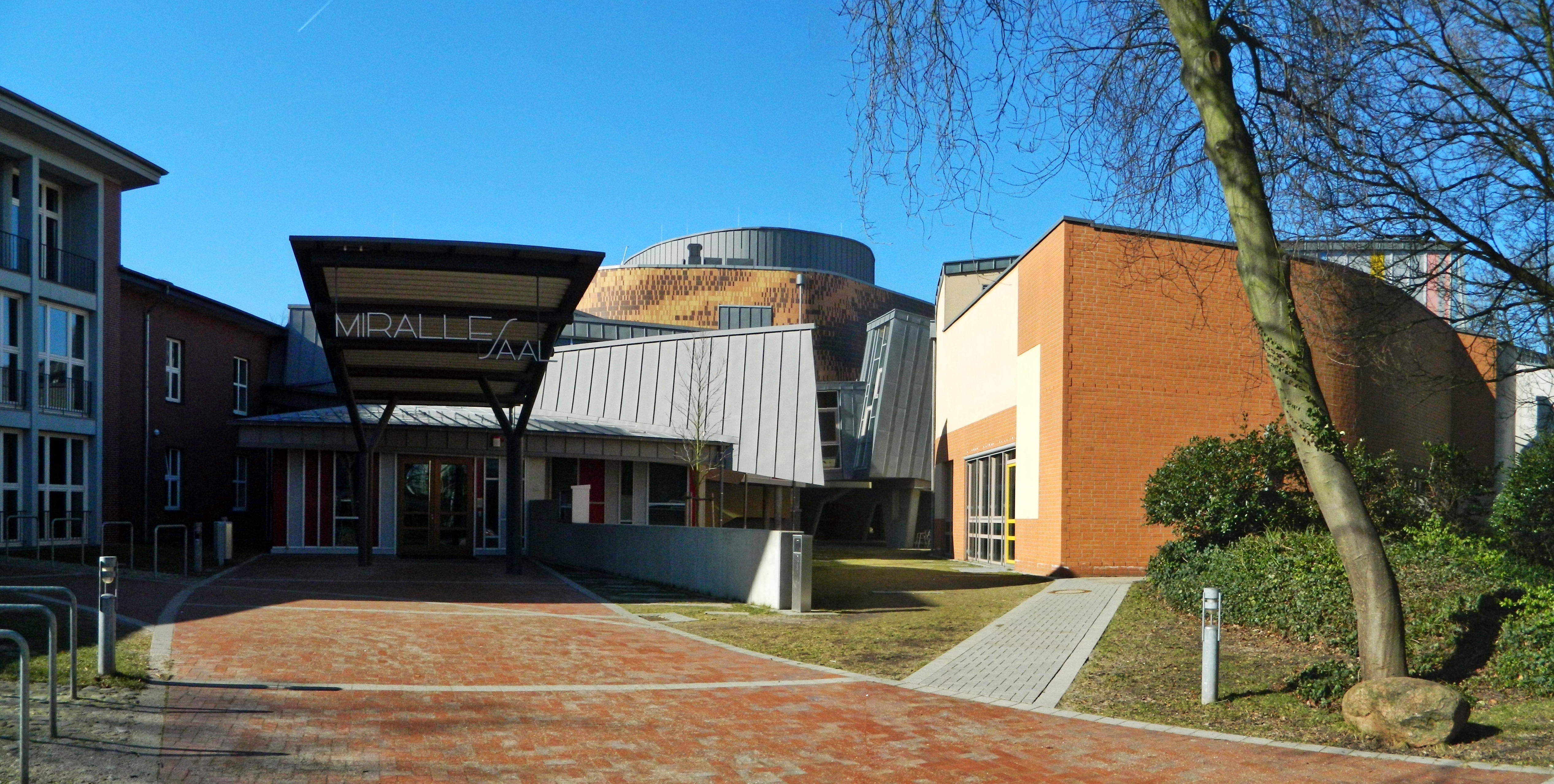
Muziekschool Hamburg
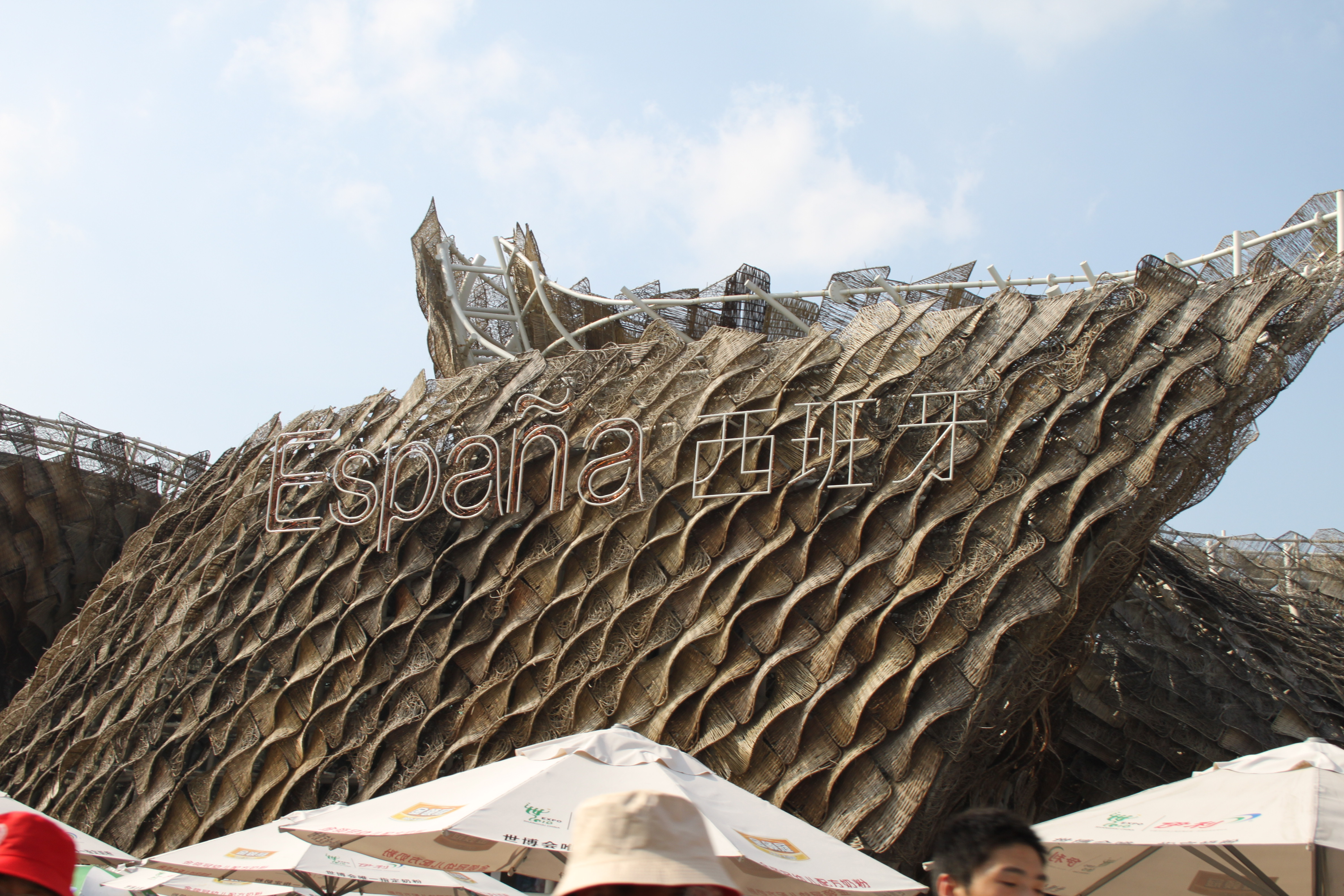
Paviljoen Spanje (Expo 2010), exterieur
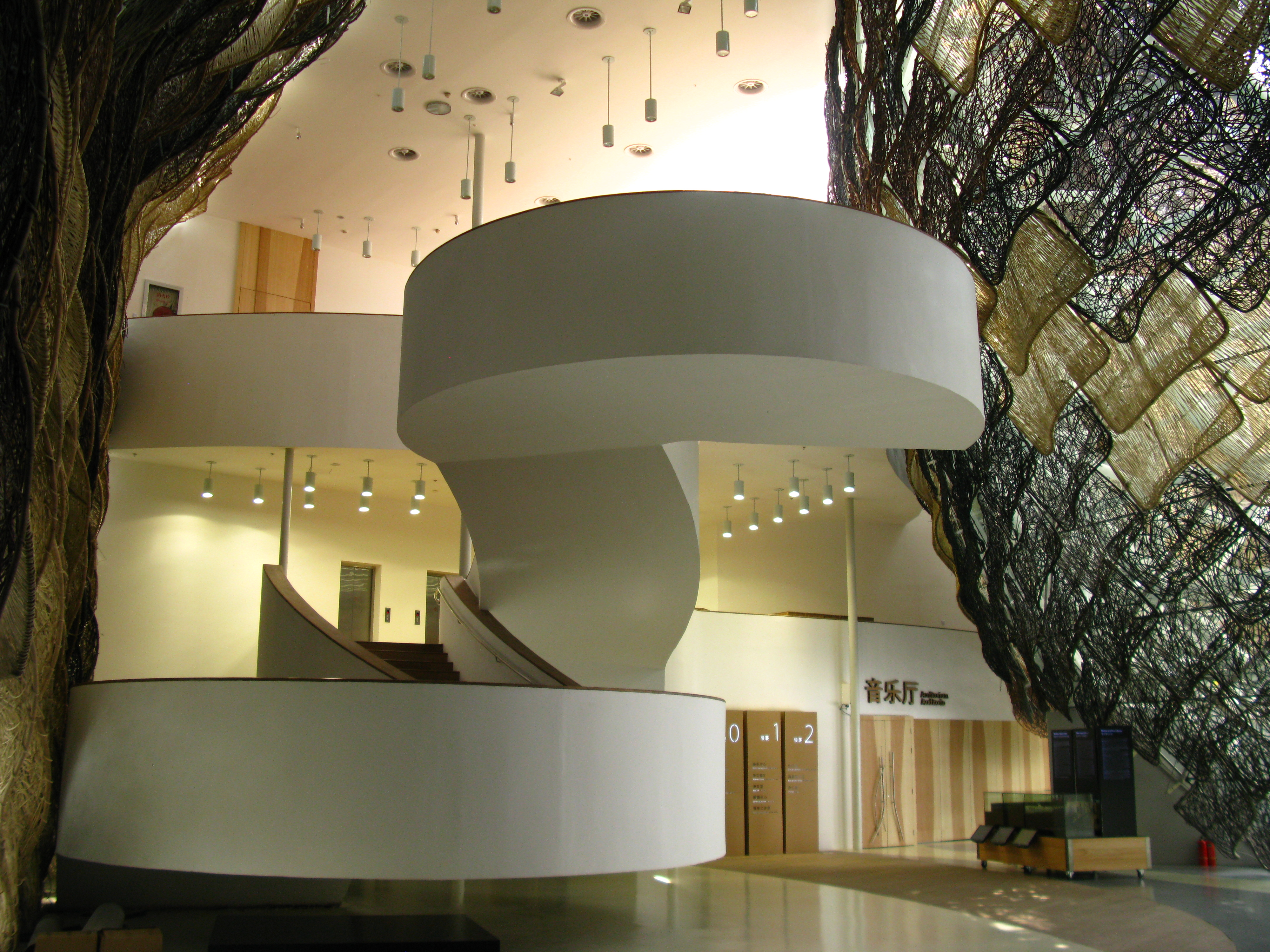
Paviljoen Spanje (Expo 2010), interieur

## Prijzen, eredoctoraten (selectie)
- 2001 - Rietveld Prijs voor de uitbreiding van het stadhuis van Utrecht
- 2002 - BDA Hamburg Architektuurprijs, voor de muziekschool van Hamburg
- 2004 - Eredoctoraat Universiteit van Edinburgh
- 2005 - Prijs van de Spaanse Architectuurbiënnale, voor het Schots Parlementsgebouw
- 2006 - Gouden leeuw van de Biënnale van Venetië, voor het paviljoen Sporthal van Huesca